# Live from the Jungle
Live From the Jungle es el segundo EP de la banda estadounidense de hard rock Guns N' Roses, lanzado después de Live ?!*@ Like a Suicide. Fue lanzado sólo en Japón.

## Antecedentes
Fue lanzado sólo en Japón. Se le conoce como «Live From the Jungle», llamado así debido a que parte del texto grande y rojo en el álbum de la tira OBI dice «raibu furomu janguru za», que significa «Live from the jungle». Esta es una referencia a la exitosa canción «Welcome to the Jungle», a pesar de que la canción en sí no aparece en el EP.
El disco ha sido editado en formato LP, casete y CD.

## Lista de canciones
| N.º | Título                                           | Letras                                  | Duración |  |
| 1.  | «It's So Easy»                                   | Duff McKagan / West Arkeen              | 3:55     |  |
| 2.  | «Shadow of Your Love»                            | Axl Rose / Izzy Stradlin                | 3:06     |  |
| 3.  | «Move to the City»                               | Izzy Stradlin / Del James / Chris Weber | 3:44     |  |
| 4.  | «Knockin' on Heaven's Door» (Cover de Bob Dylan) | Bob Dylan                               | 4:40     |  |
| 5.  | «Whole Lotta Rosie» (Cover de AC/DC)             | Angus Young / Malcolm Young / Bon Scott | 4:30     |  |
| 6.  | «Sweet Child o' Mine»                            | Slash / Izzy Stradlin / Axl Rose        | 5:55     |  |

## Alineación
- Axl Rose: Voz.
- Slash: Guitarra líder.
- Izzy Stradlin: Guitarra rítmica.
- Duff McKagan: Bajo y coros.
- Steven Adler: Batería.